# Jazep Puszcza
Jazep Puszcza (pseud.), właśc. Jazep Pauławicz Płaszczynski (biał. Язэп Пушча / Язэп Паўлавіч Плашчынскі; ur. 20 maja 1902 w Koroleszczewiczech niedaleko Mińska na Białorusi, zm. 14 września 1964 w Mińsku) – białoruski poeta

## Życiorys
Jazep Puszcza był poetą, krytykiem, tłumaczem, a także działaczem politycznym. W latach 1918–1921 uczył się w Gimnazjum w Mińsku. Od 1921-22 był słuchaczem studiów białorutenistycznych. Działalność literacką rozpoczął w 1922 roku wydając zbiór opowiadań. W 1923 roku był jednym z założycieli ugrupowania literackiego "Maładniak" i "Uzwyszsza".
W latach 1925–1930 wydał pokaźną ilość zbiorów poetyckich. W roku 1925 rozpoczął naukę na studiach pedagogicznych Białoruskim Uniwersytecie Państwowym. Na jesieni 1927 przeniósł się na Uniwersytet Leningradzki. Na czwartym roku porzucił naukę; powrócił do Mińska, pracował jako redaktor stylistyczny w Białoruskim Wydawnictwie Państwowym.
25 lipca 1930 został aresztowany w związku ze sprawą Związku Wyzwolenia Białorusi. Postanowieniem kolegium OGPU z 10 kwietnia 1931 roku został skazany na 5 lat więzienia i zesłany do Szadryńska na Ural (ujednoznacznienie)u. W latach 1937–1942 był nauczycielem w okolicach Muromska. W czasie II wojny światowej walczył na froncie. Po wojnie powrócił do Muromska.
30 stycznia 1956 roku został rehabilitowany. W 1958 roku powrócił z rodziną na Białoruś. Do ostatnich dni mieszkał i tworzył w Mińsku. Został pochowany na cmentarzu w Koroleszczewiczech.

## Twórczość
- Ranica rykaje (Раніца рыкае)
- Ludwisia. Wierszy i paema (Людвіся. Вершы і паэма)
- Vita
- Dni wiasny (Дні вясны)
- Krywawy płakat (ывавы плакат)
- Na Babrycy (На Бабрыцы)
- Wierszy i paemy (Вершы і паэмы)
- Paczatak lehiendy (Пачатак легенды)
- Sady wiatrou (Сады вятроў)
- Listy da sabaki (Лісты да сабакі)